# Route nationale 113 (France)
Pour les articles homonymes, voir Route départementale 813.
La route nationale 113, ou RN 113, est une route nationale française ayant, à son apogée, relié Bordeaux à Marseille. Aujourd'hui, seules subsistent, classées en route nationale, les portions de Saint-Martin-de-Crau à Arles et de Nîmes à Vendargues.

## Histoire
Entre Narbonne et Toulouse, les cartes de Cassini réalisées à partir de relevés établis entre 1769 et 1778 montrent que sur cet axe, les principales routes nationales et départementales d'aujourd'hui existaient déjà au XVIIIe siècle, en suivant un tracé très similaire. C'est notamment le cas de la route entre Toulouse et Narbonne.
Certains y voient une réminiscence de la Via Aquitania.

### Un tracé récent
Ce trajet long et tortueux est récent. Jusqu'en 1952, elle reliait seulement Narbonne à Toulouse. Les numéros utilisés sur cet itinéraire étaient alors :
- RN 538 de Marseille à Salon-de-Provence ;
- RN 572 de Salon-de-Provence à Raphèle-lès-Arles (commune d'Arles) ;
- RN 568 de Raphèle-lès-Arles (commune d'Arles) à Nîmes ;
- RN 87 de Nîmes à Pézenas ;
- RN 9 de Pézenas à Narbonne ;
- RN 113 de Narbonne à Toulouse ;
- RN 20 de Toulouse à Grisolles ;
- RN 123 de Grisolles à Moissac ;
- RN 127 de Moissac à Langon ;
- RN 10 de Langon à Bordeaux.

### Déclassement
Le décret du 5 décembre 2005 ne conserve que deux sections :
- entre Saint-Martin-de-Crau et Arles au titre de la liaison Nîmes à Aix-en-Provence (section interrompant l'autoroute A54 et partie de la route européenne 80) ;
- entre Nîmes (échangeur sud) et Montpellier (échangeur nord) au titre de la liaison Vallée du Rhône vers l'Espagne.

Les autres tronçons déjà doublés par des autoroutes sont déclassés en départementales, c'est-à-dire que leur gestion est confiée aux conseils départementaux :
- Bouches-du-Rhône : D 113 de Marseille à Saint-Martin-de-Crau et d'Arles à la limite du Gard ;
- Gard : D 6113 de Fourques à Nîmes ;
- Hérault : D 613 de Vendargues à Pézenas et de Béziers au département de l'Aude ;
- Aude : D 6113 ;
- Haute-Garonne : D 813 ;
- Tarn-et-Garonne : D 813 ;
- Lot-et-Garonne : D 813[3],[4] ;
- Gironde : D 1113.

La loi n° 2022-217 du 21 février 2022 prévoit le transfert des routes nationales aux collectivités volontaires. La nationale 113 sera transféré au 1er janvier 2024 :
- Au département des Bouches-du-Rhône sur son territoire

La section entre Nîmes et Vendargues reste du resort du réseau routier national.

## Tracé

### De Marseille à Nîmes
La route est doublée par l'A7 puis l'A54 depuis Salon-de-Provence.
Les communes traversées sont :
- Marseille (km 0) ;
- Les Pennes-Mirabeau (km 13) ;
- Vitrolles ;
- Rognac ;
- Berre-l'Étang ;
- La Fare-les-Oliviers (km 22) ;
- Lançon-Provence ;
- Salon-de-Provence (km 37) ;
- Saint-Martin-de-Crau (km 60) ;
- Arles (km 77) ;
- Fourques (km 80) ;
- Bellegarde (km 92) ;
- Bouillargues (km 101).

#### Voie rapide
La section restée route nationale entre les deux tronçons de l'A54 est une voie rapide équipée des accès suivants :

Section non-concédée gérée par le département des Bouches-du-Rhône et gratuite.
- La Route nationale 572 devient la Route nationale 113.
- 5 Arles - centre à 2 km (km 30 A54) :  Arles - Barriol, Port-Saint-Louis-du-Rhône
- 6 Arles - Fourchon à 3 km (km 31 A54) : Arles - Alyscamps, Centre hospitalier J. Imbert, Pont-de-Crau
- 7 Pont-de-Crau à 4 km (km 32 A54) : Avignon, Tarascon, Beaucaire, Arles, Z. I. Port
  -  Aire de service des Cantarelles (sens Nîmes-Salon)
- 8 Raphèle-lès-Arles à 10 km (km 38 A54) : Arles - Moulès, Raphèle-lès-Arles (demi-échangeur)
- 9 Fos - Martigues (RN 568) à 12 km (km 40 A54) : Marseille (A55), Fos - Martigues (de et vers Nîmes)
- 10 Saint-Martin-de-Crau - ouest à 16 km (km 44 A54) : Saint-Martin-de-Crau (de et vers Nîmes)
- 11 Saint-Martin-de-Crau - Z. I. à 18 km (km 46 A54) : Z. I. Saint-Martin-de-Crau, Saint-Martin-de-Crau
- 12 Saint-Martin-de-Crau - est à 20 km (km 48 A54) : Salon-de-Provence par RD, Istres, Miramas, Saint-Martin-de-Crau
- La Route nationale 113 devient l'A54.

### De Nîmes à Narbonne
La route est doublée par l'autoroute A9 sur cette longueur, et également par l'autoroute A709 entre les communes de Saint-Brès et Fabrègues.
Entre Pézenas et Narbonne, la route est partagée avec la « RN 9 ». À noter que jusqu'à il y a une quinzaine d'années, les panneaux routiers affichaient « RN 9-113 » sur ce tronçon. Cependant, cette double numérotation tend à disparaître au profit de la seule appellation « RN 9 »[réf. nécessaire].
Dans l'Hérault, la « N113 » est la troisième route la plus meurtrière du département entre 2006 et 2015, avec 10 morts sur 13 kilomètres, soit 0,77 tués par kilomètre.
Les communes traversées sont :
- Nîmes (km 108) ;
- Milhaud (km 114) ;
- Bernis (km 117) ;
- Uchaud (km 119) ;
- Vestric-et-Candiac (km 121) ;
- Codognan (km 125) ;
- Aigues-Vives ;
- Gallargues-le-Montueux ;
- Lunel (km 134) ;
- Lunel-Viel (km 139) ;
- Valergues (km 141) ;
- Saint-Brès (km 144) ;
- Baillargues (km 146) ;
- Vendargues (km 150) ;
- Le Crès (km 152) ;
- Castelnau-le-Lez (km 157) ;
- Montpellier (km 159) ;
- Saint-Jean-de-Védas (km 165) ;
- Fabrègues (km 171) ;
- Gigean (km 178) ;
- Bouzigues (km 186) ;
- Mèze (km 191) ;
- Montagnac (km 203) ;
- Pézenas (km 209) ;
- Valros (km 216) ;
- Béziers (km 232) ;
- Nissan-lez-Enserune (km 242) ;
- Coursan (km 252).

### De Narbonne à Toulouse
La route est doublée par l'A61 et longe le canal du Midi.
Dans l'Aude, la « N113 » est par kilomètre la première route la plus meurtrière du département entre 2006 et 2015, avec 12 tués sur 17 kilomètres de voie, soit 0,71 tués par kilomètre.
Dans l'Aude, la « D6113 » est par kilomètre la quatrième route la plus meurtrière du département entre 2006 et 2015, avec 42 tués sur 106 kilomètres de voie, soit 0,40 tués par kilomètre.
Le graphique qui aurait dû être présenté ici ne peut pas être affiché car il utilise l'ancienne extension Graph, désactivée pour des questions de sécurité. Des indications pour créer un nouveau graphique avec la nouvelle extension Chart sont disponibles ici.

Les communes traversées sont :
- Narbonne (km 259) ;
- Montredon-des-Corbières ;
- Villedaigne ;
- Lézignan-Corbières (km 281) ;
- Conilhac-Corbières ;
- Moux ;
- Douzens ;
- Capendu (km 298) ;
- Barbaira ;
- Floure ;
- Trèbes ;
- Carcassonne (km 316) ;
- Pezens ;
- Alzonne (km 333) ;
- Villepinte ;
- Lasbordes ;
- Saint-Martin-Lalande ;
- Castelnaudary (km 354) ;
- Labastide-d'Anjou ;
- Seuil de Naurouze ;
- Avignonet-Lauragais ;
- Villefranche-de-Lauragais (km 375) ;
- Villenouvelle ;
- Montgiscard ;
- Donneville ;
- Pompertuzat ;
- Péchabou ;
- Castanet-Tolosan (km 398) ;
- Auzeville-Tolosane ;
- Ramonville-Saint-Agne.

### De Toulouse à Bordeaux
La route est doublée par l'A62 et un tronc commun existe avec la « RN 20 » entre Toulouse et Grisolles.
Les communes traversées sont :
- Toulouse (km 411) ;
- Grisolles (km 439) ;
- Dieupentale ;
- Bessens ;
- Monbéqui ;
- Finhan ;
- Montech ;
- Escatalens ;
- Saint-Porquier ;
- Castelsarrasin (km 469) ;
- Moissac (km 477) ;
- Boudou ;
- Malause ;
- Pommevic ;
- Goudourville ;
- Valence-d'Agen (km 495) ;
- Golfech ;
- Lamagistère ;
- Saint-Jean-de-Thurac ;
- Lafox ;
- Castelculier ;
- Bon-Encontre ;
- Agen (km 522) ;
- Colayrac-Saint-Cirq ;
- Saint-Hilaire-de-Lusignan ;
- Clermont-Dessous (km 540) ;
- Port-Sainte-Marie ;
- Aiguillon ;
- Nicole ;
- Tonneins (km 562) ;
- Fauillet ;
- Fauguerolles ;
- Longueville ;
- Saint-Pardoux-du-Breuil ;
- Marmande (km 580) ;
- Sainte-Bazeille ;
- Lamothe-Landerron ;
- Mongauzy ;
- La Réole (km 600) ;
- Gironde-sur-Dropt ;
- Casseuil ;
- Caudrot ;
- Saint-Martin-de-Sescas ;
- Saint-Pierre-d'Aurillac ;
- Saint-Macaire (km 618) ;
- Langon (km 621) ;
- Toulenne ;
- Preignac ;
- Barsac ;
- Cérons ;
- Podensac ;
- Virelade ;
- Arbanats ;
- Portets ;
- Castres-Gironde ;
- Beautiran ;
- Cadaujac ;
- Villenave-d'Ornon ;
- Bègles ;
- Bordeaux (km 660).